# La Roureda (Tremp)
La Roureda és una masia de l'antic poble de Prullans, a l'antic terme de Fígols de Tremp, pertanyent actualment al municipi de Tremp. Està situada al nord-est de Prullans, i al sud-oest de Casa Ensenyat, al nord del Serrat de l'Àliga, i a la riba esquerra del barranc del Pont.
Es tracta d'una antiga masia conformada per un habitatge, com a edifici principal, acompanyat d'una era quadrangular i d'un seguit de coberts, un magatzem i una cabana rehabilitada com a habitatge. La casa consta de planta, pis i golfes. Està construït amb pedra del país sense treballar rejuntada amb fang. Les parets conserven parts de l'arrebossat original. Disposa de diverses obertures que es reparteixen, regularment, entre les diferents façanes, la majoria amb llinda de fusta. La façana oberta al pati presenta una amb grans arcades adovellades. La coberta, amb un ràfec d'uns 30 cm, és a dues vessants sobre embigat de fusta i cobert de llosa. Al lateral oest de l'habitatge s'annexen dues naus que s'aixequen sobre una planta i sotateulada, tot i que la part superior de la primera nau es destina a terrassa. Comparteixen característiques constructives amb la resta d'edificis. La primera nau presenta una gran arcada adovellada a la paret oest. La resta d'obertures són rectangulars i acabades amb llinda de fusta.